# Дерюгино (станция)
Дерюгино — железнодорожная станция на линии Льгов-1-Киевский — Брянск-1-Орловский, расположена в Дмитриевском районе Курской области.
Построена была 1898 году, название получила по селу Дерюгино расположенному недалеко от станции.
Позднее рядом со станцией возник посёлок Пристанционный.
Во время ВОВ, Дмитриевский район был оккупирован и станция использовалась немецкими войсками. Командованием 1-й Курской партизанской бригады было принято решение вывести станцию из строя. В результате проведённой операции, в ночь на 31 декабря 1942 года, в течение двухчасового штурма, на станции были взорваны рельсы и стрелки, водонапорная башня, семафоры, состав с ценным грузом, также были ликвидировали все линии связи. Станция бездействовала около недели.
Ранее от станции отходила узкоколейная железнодорожная ветка, которая вела к сахарному заводу в посёлке Первоавгустовский, в настоящее время от неё остался профиль пути и обозначения переездов.
Здание вокзала было разрушено и снесено в конце 90-х годов.
Через станцию осуществляется грузовое и пригородное сообщение Льгов — Комаричи — Брянск.